# Panalus robustus
Genre
Espèce
Panalus robustus, unique représentant du genre Panalus, est une espèce d'opilions laniatores de la famille des Cranaidae.

## Distribution
Cette espèce est endémique du département du Cauca en Colombie. Elle se rencontre sur la montagne à l'ouest de Cali .

## Description
La femelle holotype mesure 7,8 mm.

## Publication originale
- Goodnight & Goodnight, 1947 : « Phalangida from Tropical America. » Fieldiana, Zoology, vol. 32, no 1, p. 1–58 (texte intégral).